# Szantery (rejon dokszycki)
Szantery (biał. Шантарыі; ros. Шанторы) – wieś na Białorusi, w obwodzie witebskim, w rejonie dokszyckim, w sielsowiecie Dokszyce.

## Historia
W czasach zaborów wieś leżała w gminie Porpliszcze, w powiecie wilejskim w guberni wileńskiej Imperium Rosyjskiego.
W dwudziestoleciu międzywojennym wieś leżała w Polsce, w województwie wileńskim, w powiecie duniłowickim, od 1926 w powiecie dziśnieńskim, w gminie Porpliszcze.
Według Powszechnego Spisu Ludności z 1921 roku zamieszkiwało tu 118 osób, 15 było wyznania rzymskokatolickiego, 103 prawosławnego. Jednocześnie 21 mieszkańców zadeklarowało polską przynależność narodową, 97 białoruską. Były tu 24 budynki mieszkalne. W 1931 w 24 domach zamieszkiwało 121 osób.
Wierni należeli do parafii rzymskokatolickiej w Dokszycach i prawosławnej w Porpliszczach. Miejscowość podlegała pod Sąd Grodzki w Dokszycach i Okręgowy w Wilnie; właściwy urząd pocztowy mieścił się w Porpliszczach.
Po agresji ZSRR na Polskę w 1939 roku wieś znalazła się w granicach BSRR. W latach 1941–1944 była pod okupacją niemiecką. Następnie leżała w BSRR. Do 1958 wieś była w składzie sielsowietu Porpliszcze. Od 1991 roku w Republice Białorusi.